# برنهارد شلینک
برنهارد شلینک (به آلمانی: Bernhard Schlink) (زاده ۶ ژوئیه ۱۹۴۴) نویسنده و قاضی آلمانی است. از ویژگی‌های آثار او پرداختن به دوران ناسیونال-سوسیالیسم و جنگ است. رمان کتاب‌خوان معروف‌ترین اثر شلینک است که به زبان فارسی نیز ترجمه و منتشر شده‌است.
شلینک تا کنون کتاب‌های زیادی در رابطه با تاریخ معاصر آلمان نوشته است. آخرین رمان او به نام «آخر هفته» که در سال ۲۰۰۸ منتشر شد، دربارهٔ یکی از اعضای فراکسیون ارتش سرخ است که پس از آزادی از زندان، در دیدار با دوستانش در ویلایی در یک منطقه دورافتاده، وقایع گذشته را مرور می‌کند.

## زندگی و حرفه
برنهارد شلینک در شهر بیلفلد آلمان از پدری آلمانی و مادری سوئیسی زاده شد. او در میان چهار فرزند خانواده، کوچکترین بود. شلینک از دو سالگی در هایدلبرگ بزرگ شد و تا پایان دوره متوسطه را در مدرسه‌ای شبانه‌روزی در این شهر گذراند. شلینک در دانشگاه‌های هایدلبرگ و برلین در رشته حقوق تحصیل کرد.
او در سال ۱۹۸۷ با انتشار رمانی جنایی به نام «تنبیه خود» به عنوان نویسنده‌ای موفق مورد توجه قرار گرفت. وی در سال ۱۹۹۵ رمان موفق و پرفروش کتابخوان را منتشر کرد. در سال ۲۰۰۸ فیلمی با همین نام با اقتباس از این رمان توسط استفن دالدری ساخته شد. او هم‌اکنون در برلین زندگی می‌کند.